# Эмир Бухарский (эсминец)
«Эмир Бухарский», с 1919 года «Яков Свердлов»— эскадренный миноносец (до 27 сентября (10 октября) 1907 года — минный крейсер) типа «Финн».

## История строительства

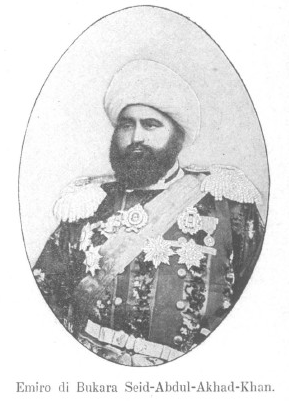
Эмир Бухарского Эмирата Абдул-Ахад-хан

Заложен летом 1904 года по заказу «Особого Комитета по усилению военного флота на добровольные пожертвования» на судоверфи завода акционерного общества Сандвикского кораблестроительного дока и механического завода в Гельсингфорсе. Зачислен в списки судов Балтийского флота в 11 сентября 1904 года и спущен на воду 30 декабря 1904 года.
В 1909—1910 годах был перевооружён при капитальном ремонте котлов с заменой водогрейных трубок на судоверфи завода акционерного общества «В. Крейтон и Ко» в Санкт-Петербурге.
В 1914—1915 годах были отремонтированы главные механизмы в Сандвикском заводе Гельсингфорса.
Название корабля связано с вкладом Эмира Бухарского Абдул-Ахад-хана и жителей Средней Азии в сбор денежных средств на его строительство.

## История службы

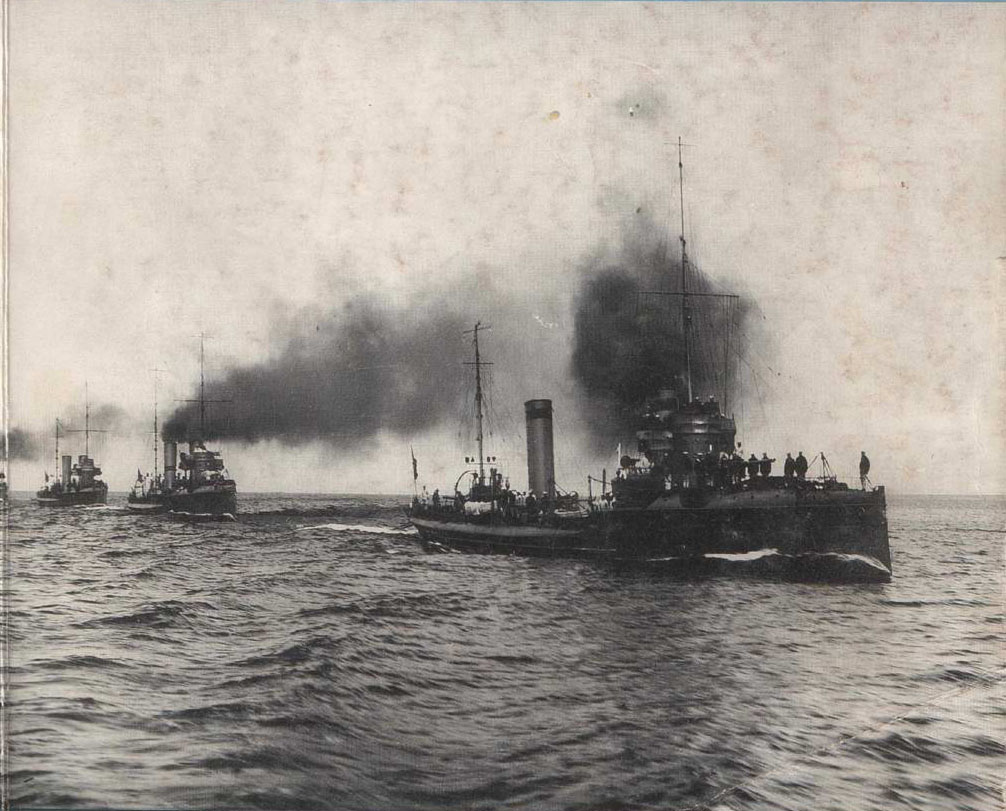
Русские миноносцы в кильватерном строю. Первый «Доброволец», за ним «Москвитянин» и «Эмир Бухарский».

«Эмир Бухарский» участвовал в Первой мировой войне, в Февральской буржуазной-демократической революции и Гражданской войне. В октябре 1917 года экипаж эсминца перешёл на сторону большевиков, поддержав их во время вооружённого восстания в Петрограде.

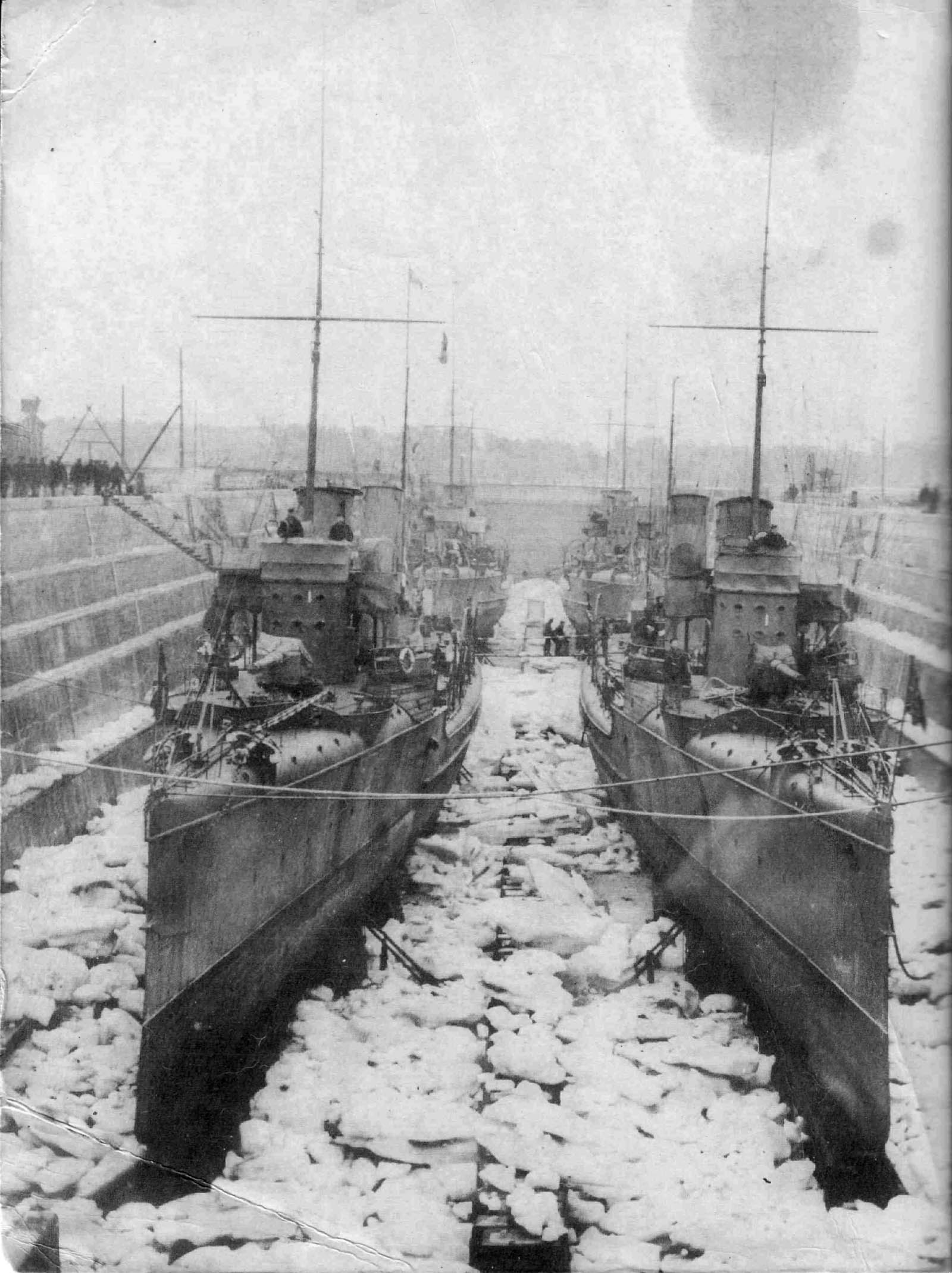
Эскадренные миноносцы «Эмир Бухарский» и «Москвитянин», бывшие минные крейсера, в доке в порту Императора Александра

В годы первой мировой войны в составе 5-го дивизиона эскадренных миноносцев участвовал в нападениях на вражеские коммуникации и в минно-заградительных действиях в районе Виндавы и Рижского залива.
26 октября 1917 года вошёл в состав Красного Балтийского флота. После перехода из Гельсингфорса в Кронштадт был выведен в резерв в апреле 1918 года.
15 октября 1918 года переведён из Петрограда по Мариинской водной системе в Астрахань.
Вёл бои в 1919—1920 годах с белогвардейской флотилией и английскими интервентами в районе Царицына и в Азербайджане, чтобы не допустить их проникновения в Волгу.
Весной 1919 года в северной части Каспийского моря в составе Астрахано-Каспийской военной флотилии выставлял мины и здесь корабль получил своё новое имя «Яков Свердлов».
Входил в состав Волжско-Каспийской военной флотилии с 31 июля 1919 года и в состав Морских сил Каспийского моря с 5 июля 1920 года.
В январе-марте 1923 года — стационер в Энзели. 13 июня 1923 года был сдан Бакинскому военному порту на долговременное хранение, а 1 декабря 1925 года исключён из состава РККФ с передачей Комгосфондов для разборки. После был разобран на металлолом в Астрахани.